# Pontellidae
Pontellidae (лат.) — семейство ракообразных из отряда каляноид (Calanoida).

## Описание
Мелкие ракообразные (2—4 мм). Цефалосома и сегмент 1 отдельные, сегменты 4 и 5 слиты или раздельные. Голова иногда с крюком на боковых границах. Обычно задние углы последнего грудного сегмента с асимметричными расширениями. Рострум раздвоенный, иногда с расширенным основанием, включающим линзу. Глаза обычно крупные, с 1 или 2 парами дорсальных хитиновых линз и 1 вентральной линзой. Уросома самки 1-3-сегментная, часто асимметричная; у самца 4—5 сегментная. Область генитального сегмента покрыта генитальным оперкулумом, без семенных вместилищ. Каудальные рами с 6 волосками. Антеннула (A1) с 16—24 сегментами.

## Классификация
В состав семейства включают около 200 видов из 9 родов.
- Anomalocera Templeton, 1837
- Calanopia Dana, 1852
- Epilabidocera C. B. Wilson, 1932
- Isocope Brady, 1915
- Ivellopsis Claus, 1893
- Labidocera Lubbock, 1853
- Pontella Dana, 1846
- Pontellina Dana, 1852
- Pontellopsis Brady, 1883